# Juvenal Canobra
Arturo Juvenal Canobra Chávez (Lautaro, 9 de septiembre de 1937 - 1 de septiembre de 2019) fue un ingeniero y jugador de ajedrez chileno. Participó en varias finales del campeonato de Ajedrez de Chile, entre 1959 y 1975.

## Ajedrez
Durante sus estudios universitarios, participó activamente en las olimpíadas universitarias que organizaba el Club Deportivo de la Universidad de Chile, formando parte del equipo de Ajedrez de la Escuela de Ingeniería. 
Participó en distintos torneos organizados por la Federación de Ajedrez entre los años 1959 a 1975, obteniendo el cuarto lugar el año 1968. Pero más que por su desempeño deportivo, fue muy reconocido porque escribió dos tomos del Manual de Ajedrez de editorial Quimantú (1972).
A mediados de los años 70, emigra con su esposa a Venezuela, donde continúa vinculado al mundo del ajedrez. En ese país trabaja como director de la revista “Jaque Mate, ajedrez y algo más“.

## Televisión
Presentador de televisión que en el año 1973, en Televisión Nacional de Chile, conducía un programa llamado "Gánele al Campeón" en el cual enseñaba ajedrez. 

## Libros
- Manual de Ajedrez, Tomo 1. Santiago, Editorial Quimantú, 1972.
- Manual de Ajedrez, Tomo 2. Santiago, Editorial Quimantú, 1973.